# 1217 Максимилијана
1217 Максимилијана (енгл. 1217 Maximiliana) је астероид главног астероидног појаса са средњом удаљеношћу од Сунца која износи 2,351 астрономских јединица (АЈ).
Апсолутна магнитуда астероида је 12,5 а геометријски албедо 0,061.